# Sanvitalia
Sanvitalia é um género botânico pertencente à família Asteraceae.
1. ↑  «Sanvitalia — World Flora Online». www.worldfloraonline.org. Consultado em 19 de agosto de 2020